# Väinö Kokkinen
Väinö Kokkinen (Hollola, Finlandia, 25 de noviembre de 1899-Kouvola, 27 de agosto de 1967) fue un deportista finlandés especialista en lucha grecorromana donde llegó a ser campeón olímpico en Ámsterdam 1928.

## Carrera deportiva
En los Juegos Olímpicos de 1928 celebrados en Ámsterdam ganó la medalla de oro en lucha grecorromana estilo peso medio, por delante del húngaro László Papp (plata) y del estonio Albert Kusnets (bronce).